# شیکی آئوکی
شیکی آئوکی (انگلیسی: Shiki Aoki؛ زادهٔ ۱۴ ژانویهٔ ۱۹۹۰ بازیگر، صداپیشه، تهیه‌کننده تلویزیونی، نویسنده، و شخصیت‌های تلویزیونی در ژاپن اهل ژاپن است.